# Öffentlichkeitsgesetz
Das Bundesgesetz über das Öffentlichkeitsprinzip der Verwaltung (BGÖ, Kurzform Öffentlichkeitsgesetz) ist das Informationsfreiheitsgesetz der Schweiz. Das Gesetz ist vom 17. Dezember 2004 und trat am 1. Juli 2006 in Kraft.
Alle Personen erhalten danach grundsätzlich Zugang zu jeder Information und jedem Dokument der Bundesverwaltung. Dies gilt jedoch nicht, wenn insbesondere die Privatsphäre Dritter verletzt oder die Sicherheit der Schweiz gefährdet werden kann.
Die Kontrolle der Einhaltung der gesetzlichen Regelungen obliegt dem Eidgenössischen Datenschutzbeauftragten, der nunmehr Eidgenössischer Datenschutz- und Öffentlichkeitsbeauftragter heisst. Auf dessen Website sind unter anderem Musterbriefe für Einsichtsgesuche publiziert.
Die Umsetzung des Gesetzes wurde von der Stiftung für Konsumentenschutz Ende 2007 als ungenügend bezeichnet. Seither hat sich dank Gerichtsentscheiden eine Praxis eingespielt, die dem Gesetz mehr Nachachtung verschafft, wobei die verschiedenen Behörden sehr unterschiedlich mit Akteneinsichtsgesuchen umgehen. Versuche, mittels exzessiver Gebühren Antragsteller abzuschrecken, haben Entscheide des Bundesverwaltungs- und des Bundesgerichts gestoppt. Seit November 2023 hat die Auskunft grundsätzlich kostenlos zu erfolgen.
Verglichen mit analogen Gesetzen in anderen Staaten blieb das BGÖ bis 2012 wenig genutzt. Von 2013 bis 2023 nahm die Nutzung stark zu. Laut Zahlen des Eidgenössischen Datenschutz- und Öffentlichkeitsbeauftragten gingen 2013 bei den Bundesbehörden 470 Gesuche ein, 2023 waren es 1738.
Das Öffentlichkeitsprinzip wird jedoch zunehmend durch Spezialbestimmungen in anderen Gesetzen eingeschränkt. Der Öffentlichkeitsbeauftragte führt eine Liste solcher Spezialbestimmungen.